# Fritillaria unibracteata
Fritillaria unibracteata là một loài thực vật có hoa trong họ Liliaceae. Loài này được P.K.Hsiao & K.C.Hsia miêu tả khoa học đầu tiên năm 1977.